# Bipinnula taltalensis
Bipinnula taltalensis là một loài thực vật có hoa trong họ Lan. Loài này được I.M.Johnst. mô tả khoa học đầu tiên năm 1929.